# Tipula aphrodite
Tipula aphrodite är en tvåvingeart som beskrevs av Mannheims 1963. Tipula aphrodite ingår i släktet Tipula och familjen storharkrankar. Inga underarter finns listade i Catalogue of Life.